# Автомагістраль S1 (Грузія)
Грузинська траса S1 (груз. ს1, також відома як Тбілісі — Сенакі — Леселідзе) — це «дорога міжнародного значення» із зареєстрованою довжиною 542,7 км у грузинській системі класифікації, що робить її найдовшою грузинською трасою. Вона пролягає від Тбілісі через Мцхету, Горі, Хашурі, Зестафоні, Кутаїсі, Самтредію, Сенакі, Зугдіді, Сухумі та Гагри до кордону з Росією поблизу Леселідзе на північно-західному краю країни, фактично охоплюючи 537 км. Після перетину грузинсько-російського кордону в сепаратистській Абхазії автомагістраль продовжує прямувати до Сочі та Краснодара як A147. Вона є частиною європейських маршрутів E60, E97 та E117 та азійських автомагістралей AH5, AH81 та AH82 і з’єднується з шістьма іншими S-маршрутами.

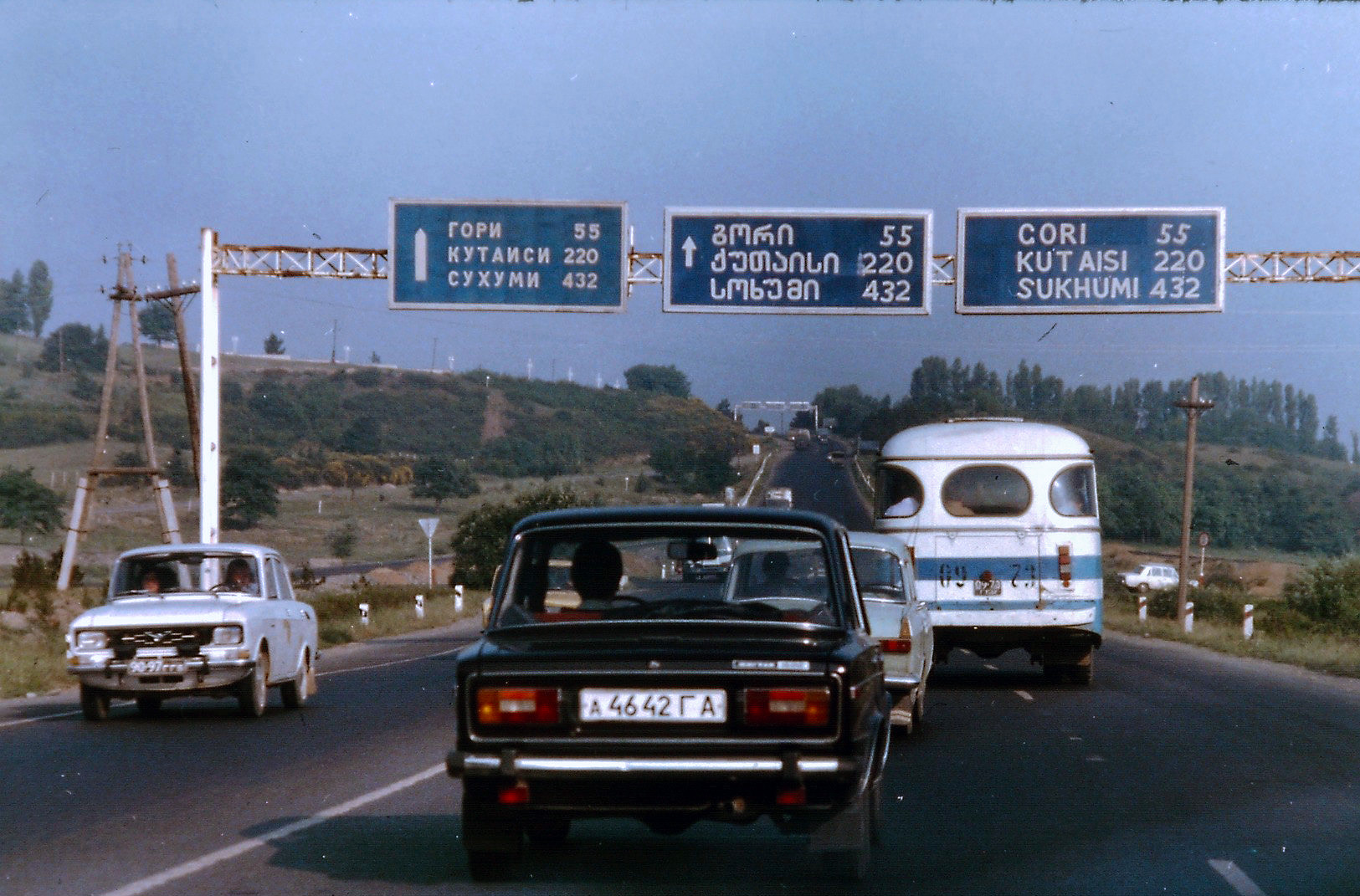
Радянська M27 Тбілісі-Горі поблизу Натахтарі на початку 1980-х Грузинська РСР. Зверніть увагу на три шрифти на знаках. Зараз це грузинська та латинська мови

На північ від Зугдіді, через річку Інгурі, яка є спірним абхазько-грузинським кордоном, решта 198 км маршруту S1 пролягає через сепаратистську Абхазію не знаходиться під контролем центральної Грузії. Перетин Абхазії з контрольованої Грузією території (і навпаки) неможливий на автомобілі, лише пішки через міст Інгурі, який є частиною маршруту S1. Дорога досягає найвищої точки 910 метрів над рівнем моря біля південного порталу тунелю Рікоті, відкритого в 1982 році. Це найдовший автомобільний тунель у Грузії, його довжина становить 1,722 км.

## Передумови
У 1980-х роках нинішня траса S1 була повністю частиною радянської траси М27, яка проходила від Баку через Тбілісі до Новоросійська. Російська частина цієї М27 проіснувала до 2018 року, коли її перейменували в А147. До 1980-х років нинішній маршрут S1 складався з шосе 17 (Тбілісі – Самтредія) і 19 (Самтредія – Леселідзе).

## Шосе Схід-Захід

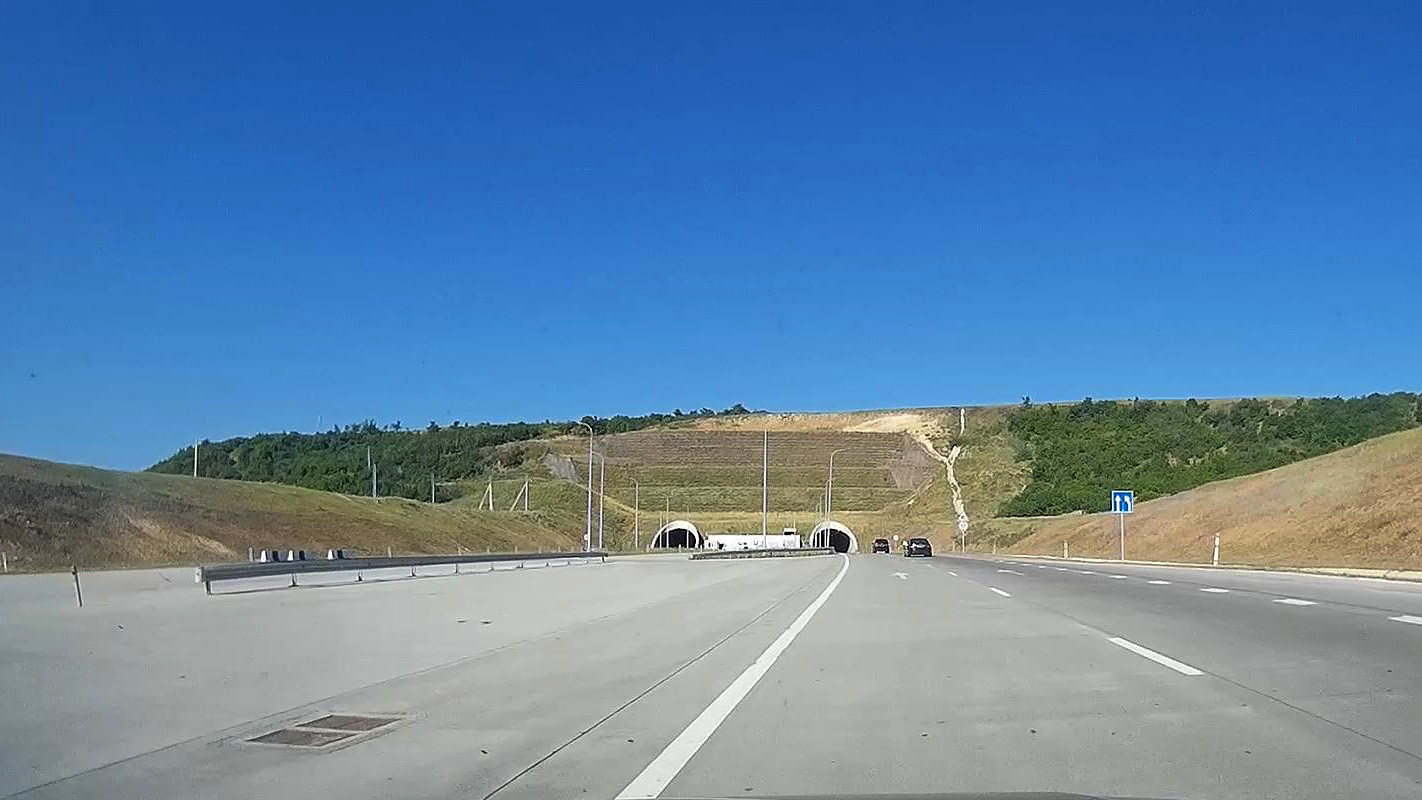
У 2011 році був відкритий Горійський тунель (800 м).

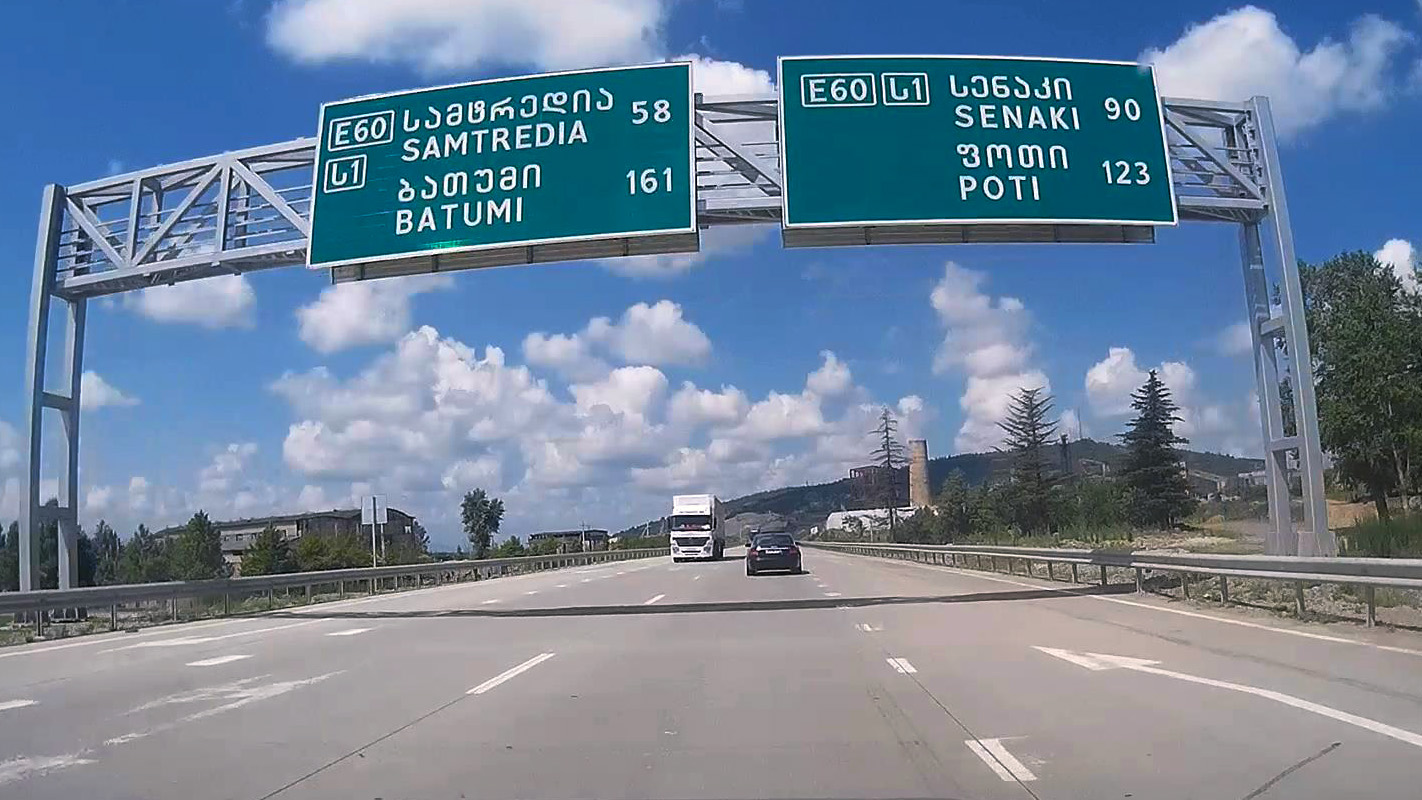
Спочатку Кутаїська об’їзна дорога була завершена як розділена двосмугова дорога

З 2006 року понад 160 км автомагістралі S1 було переплановано та модернізовано до стандартів швидкісної або автомагістралі в рамках міжнародного спонсорованого проекту шосе Схід-Захід, який було розпочато в 2005 році. Цей амбітний довгостроковий проект має на меті створити 455 кілометровий транспортний коридор схід-захід через Грузію та з’єднання Азербайджану та Вірменії з Туреччиною шляхом модернізації грузинських ділянок автомагістралей E60 (Поті-Тбілісі-Червоний міст, Азербайджан) та E70 (Поті-Батумі-Сарпі, Туреччина) для зміцнення позицій Грузії як Південно-Кавказький транспортний вузол. Проект Східно-Західного шосе включає перепроектування основних ділянок грузинської автомагістралі S1, S2, S4, S12 і нещодавно шосе S7 на шосе з роздільними рівнями, переважно як швидкісну магістраль 2x2.